# Société des Chaudières et Voitures à Vapeur système Scotte
Die Société des Chaudières et Voitures à Vapeur système Scotte war ein französischer Hersteller von Nutzfahrzeugen mit Dampfantrieb.

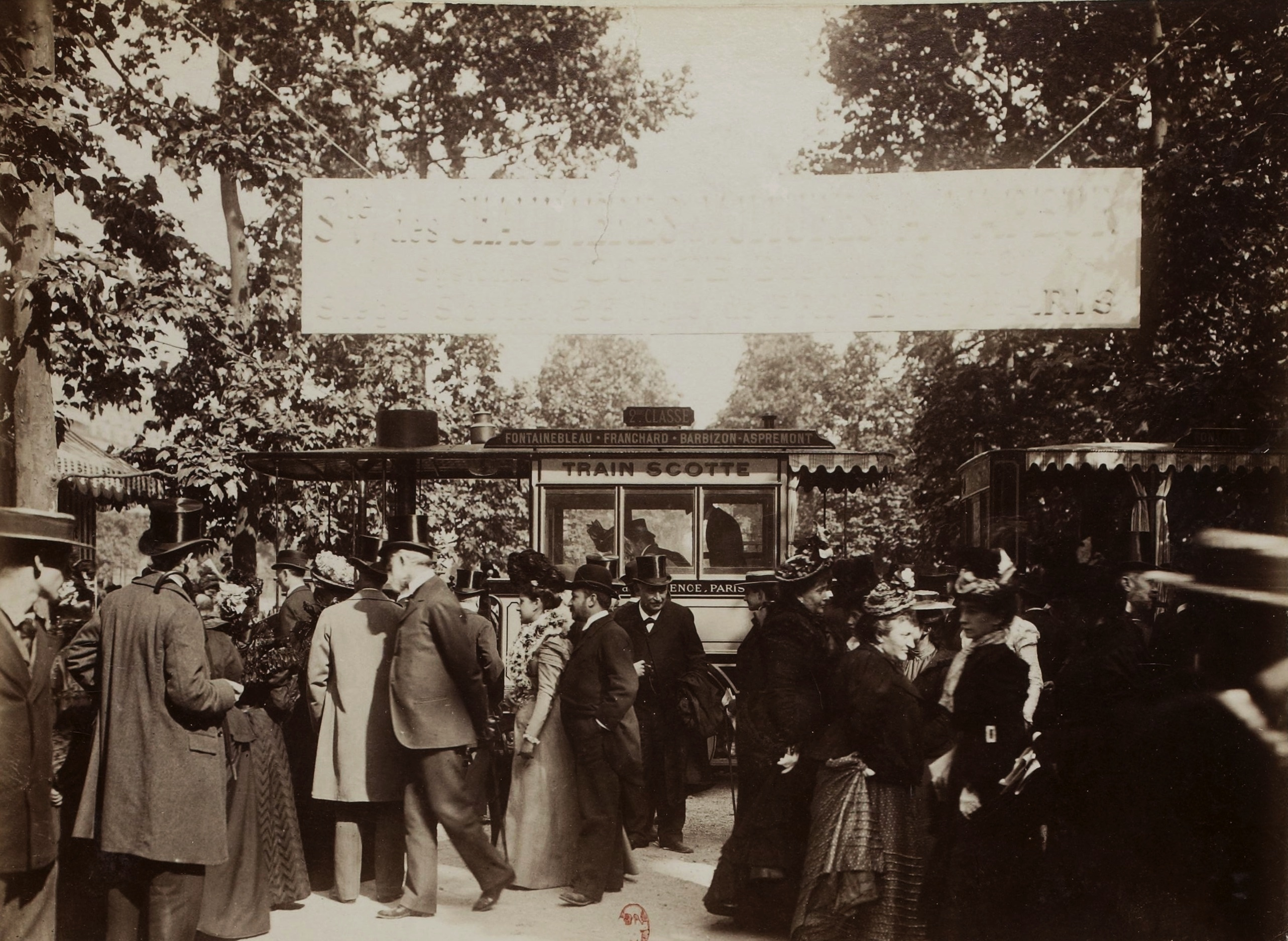
Train Scotte Dampfomnibus mit Personenanhänger. Aufnahme von 1898.

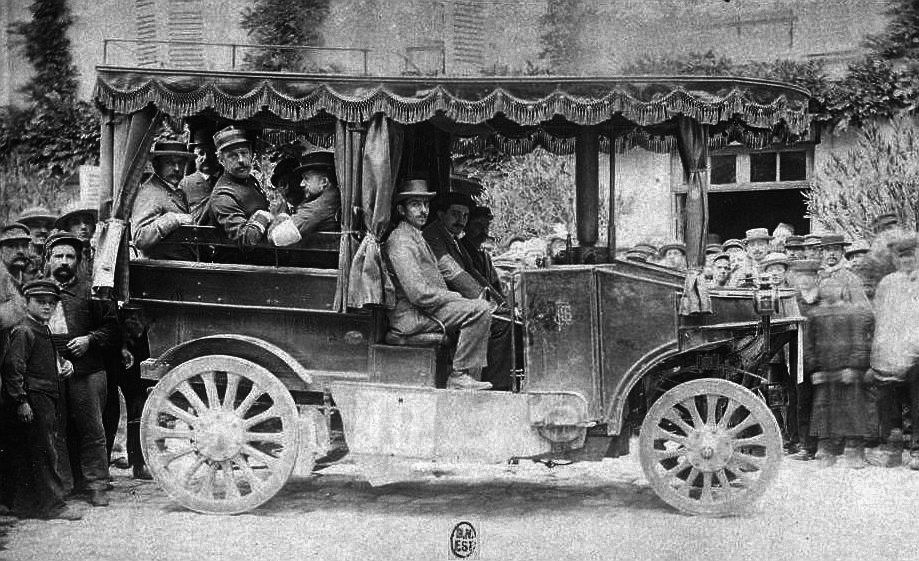
Scotte-Dampfbus vor der Wettfahrt Paris-Rouen (1894).

J. Scotte aus in Épernay beschäftigte sich seit den 1880er Jahren mit dem Bau von Dampfwagen. Belegt ist eine Korrespondenz mit Trépardoux & Cie. in Puteaux (später De Dion-Bouton) von 1886. Er stellte zwischen 1892 und 1893 mindestens zwei Dampfwagen her. Ein Exemplar wurde als offene Wagonette für einen Privatkunden aufgebaut, ein anderes, entstanden 1892, wurde als Omnibus für sechs Personen bezeichnet. Mit diesem nahm Scotte an der Wettfahrt Paris-Rouen 1894 teil, dem offiziell ersten Automobilrennen der Sportgeschichte. Dieser Scotte Dampfwagen ist erhalten geblieben.
Um 1893 gründete Scotte in Paris in der Rue de Provence 56 die Société des Chaudières et Voitures à Vapeur und begann mit der Herstellung von Heizkesseln und Dampfwagen, wobei es scheint, dass er bei letzteren ganz auf Nutzfahrzeuge setzte und keine Privatwagen mehr baute. Der Markenname war Scotte.
Bis Mitte 1894 hatte er den Omnibus zu einem 14-Sitzer entwickelt und wesentliche technische Verbesserungen eingeführt. Geblieben waren die stehende Zweikolbenmaschine, der ebenfalls  stehende Heizkessel vorn und die Kohlefeuerung. Die Kraftübertragung erfolgte von der Maschine über eine Hauptkette auf eine Antriebswelle, die auch das Differential enthielt. Ab hier führten zwei kleinere Ketten zur Hinterachse.
1897 folgte der Train Scotte, ein Dampfomnibus mit Personenanhänger. Gedacht für ländliche Gebiete, sollten diese Fahrzeuge als eine Art "schienenloses Tram" anstelle von Postkutschen verwendet werden.
Hauptsächlich aber wurden schwere Zugmaschinen gebaut. 1897 nahm ein schwerer Scotte-Straßentraktor am von der Armee ausgeschriebenen Concours des poids-lourds teil. Dieses mit Eisenreifen ausgerüstete Fahrzeug hatte eine Nutzlast von 4200 kg und fuhr mit 7 km/h über die noch unbefestigten Straßen. Im Anschluss an den Wettbewerb erfolgten umfangreiche Tests durch die Armee. Im Winter 1897/1898 transportierte der Traktor Material für die Artillerie, Munition, Komponenten für Schwimmbrücken und Material für die Marine. Dabei zog er Lasten bis 21 Tonnen. Ob das Fahrzeug übernommen oder ob Scotte die Armee beliefern durfte, ist nicht bekannt.
Noch 1905 wurde ein Dampfomnibus von der französischen Armee getestet, aber nicht übernommen. Für die Société de Secours aux Blesses militaires baute Scotte einen Train Ambulance, ein dampfbetriebenes Krankentransportfahrzeug mit Anhänger. Die Produktion endete etwa 1914 und Scotte ging zurück nach Épernay, wo er einen Hutmacherbetrieb gründete.